# 柳溥庆
柳溥庆（1900年12月4日—1974年10月24日），曾用名圃青，男，江苏靖江（一作武进）人，中国印刷技术专家，曾任中国人民银行印刷厂总工程师兼印刷技术研究所长。